# Maltypus strnadi
Maltypus strnadi es una especie de coleóptero de la familia Cantharidae.

## Distribución geográfica
Habita en Vietnam.